# Cathédrale Saint-Martin de Bonn
Cette  cathédrale n’est pas la seule cathédrale Saint-Martin.
La cathédrale Saint-Martin de Bonn (en allemand : Das Bonner Münster) est l'une des plus anciennes églises d'Allemagne, ayant été construite entre les XIe et XIIIe siècles. 
L'église servit de cathédrale à l'électorat de Cologne. D'architecture romane, elle sert aujourd'hui de culte aux catholiques de Bonn. Elle fait 81,4 mètres de hauteur et dispose de cinq flèches.

## Histoire
À l'origine, l'église était une collégiale dédiée aux saints Cassius et Florentius, deux légionnaires romains qui faisaient partie de la légendaire légion thébaine (ou thébéenne). Cette légion, composée d'hommes venant d'Égypte (le recrutement des hommes dut être fait en Thébaïde, région méridionale avec pour capitale Thèbes), fut envoyée en Gaule par l'empereur romain Maximianus Herculius afin de soumettre les peuples rebelles de Bourgogne. À un certain moment de sa marche, la légion refusa de suivre les ordres donnés par Maximianus qui ordonnait le massacre des chrétiens. En conséquence, un grand nombre de légionnaires furent torturés et érigés en martyrs dans la ville d'Agaunum, aujourd'hui Saint-Maurice en Valais. Toujours selon la légende, les saints Cassius et Florentius furent décapités à l'emplacement même où se trouve aujourd'hui la cathédrale Saint-Martin de Bonn. 

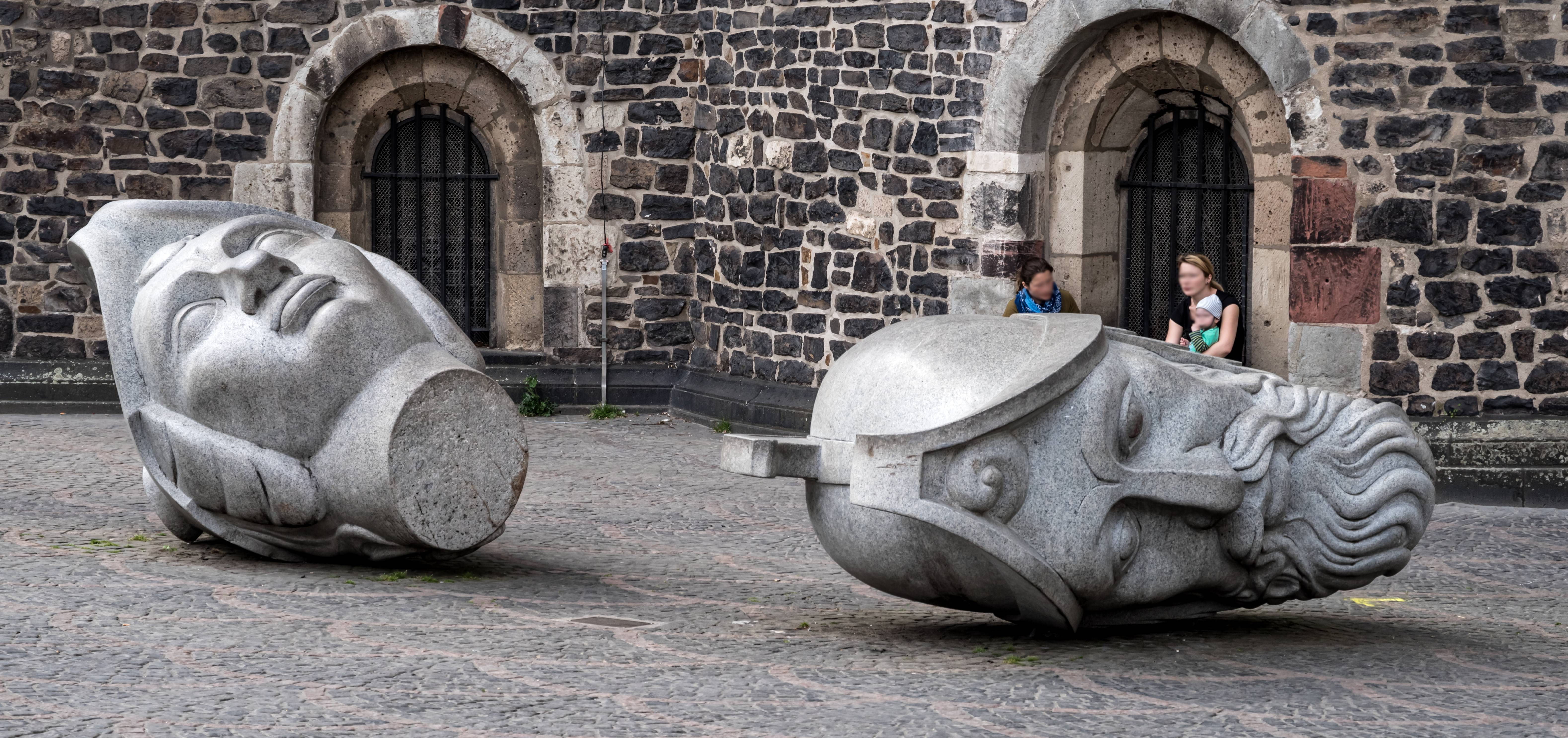
Sculpture représentant les têtes des saint Cassius et Florentius devant la cathédrale.